# Міст Хірадо
Міст Хірадо (англ. Hirado Bridge, яп. 平戸大橋 — Хірадо — Охаші) — підвісний міст у префектурі Нагасакі, що з'єднує два острови Кюсю і Хірадо.

## Історія
- Березень 1966 року: до планів префектури Нагасакі додалось будівництво мосту Хірадо через протоку до острова Кюсю.
- Грудень 1969 року: Міністерство будівництва дає дозвіл на будівництво платного дорожнього мосту.
- 1973 рік: губернатор Нагасакі підписує «Угоду про комерційне та індустріальне сприяння будівництву».
- Березень 1973 року: церемонія закладання першого каменя мосту.
- 4 квітня 1977 року: урочиста церемонія відкриття мосту, міст починає функціонувати.
- 1987 року: На ювілей 10-річчя мосту зробили лампове освітлення.
- Березень 1996 року: переїзд через міст став платний.
- Липень 2007-го: проходячи під мостом, вантажне судно зачепило його верхівкою свого крану. Внаслідок розриву високовольтного кабелю залишилися без світла близько 30 000 домівок у місті Хірадо та околицях. Однак згодом міст відновив роботу.
- 1 квітня 2010 року: плату за проїзд скасовано. Тепер рухатися через міст можна безкоштовно.

## Факти
- Загальна вартість проекту становить приблизно 5,6 млрд єн[1].
- До складу мосту Хірадо входить парк, поблизу нього розташований.
- Вартість за проїзд легкового автомобіля була 100 єн, транспорту середнього розміру — 150 єн, а важкого транспорту — 300 єн.